# Savrola
Savrola: A Tale of the Revolution in Laurania è l'unico romanzo scritto da Winston Churchill. La storia si svolge nella capitale di un immaginario stato dell'Europa meridionale, la Laurania, nel periodo della rivoluzione contro il governo dittatoriale del presidente Antonio Molara.
Churchill iniziò a scriverlo durante la campagna nel Malakand, nell'agosto 1897. Il romanzo fu pubblicato dopo il saggio The Story of the Malakand Field Force. Inizialmente fu intitolato "Affari di Stato" e fu pubblicato da Macmillan's Magazine tra il maggio e il dicembre 1899. Il libro fu pubblicato nel febbraio 1900 in Gran Bretagna e nel dicembre 1899 negli Stati Uniti.

## Trama
Il romanzo è ambientato in un immaginario paese dell'Europa mediterranea chiamato Laurania, palesemente ispirato all'Italia ma con alcuni elementi che lo accostano anche alla Spagna. La Laurania possiede una colonia nell'Africa orientale, che può essere raggiunta attraverso il Canale di Suez. È una repubblica da molti anni e ha una costituzione ben consolidata. Cinque anni prima (nel 1883) il paese era stato teatro di una guerra civile, a seguito della quale il generale Antonio Molara era divenuto presidente e dittatore. Disordini erano in seguito sorti a causa del rifiuto di Molara di ripristinare il governo parlamentare e gli eventi finali del suo regime sono descritti nel romanzo.
La storia si apre con una descrizione della capitale e degli eventi politici in rapida evoluzione. Molara ha ceduto alle pressioni popolari e ha indetto le elezioni, ma intende farle svolgere sulla base di un registro elettorale grossolanamente modificato. Savrola (nome probabilmente ispirato a Savonarola) è il leader dei rivoluzionari e presiede fazioni in conflitto con obiettivi diversi. Nonostante i disordini, la vita dell'alta società procede ancora in maniera signorile, con balli di Stato ed eventi di gala. Molara decide di chiedere alla sua giovane e bella moglie, Lucile, di tentare di sedurre Savrola e scoprire tutto ciò che può sui suoi piani. Sfortunatamente per lui, Lucile si ritrova attratta da Savrola e la sua lealtà è messa a dura prova.
Gli eventi si spostano dalle manovre politiche ai combattimenti di strada, quando un esercito ribelle invade la Laurania. Sebbene Savrola fosse a conoscenza dell'esercito e dei preparativi dell'invasione ha uno scarso controllo su di esso, quindi l'invasione è iniziata a sua insaputa e senza adeguati preparativi. Entrambe le parti si affrettano a combattere, poiché Molara scopre che le truppe regolari del paese si rifiutano di obbedire ai suoi ordini. È obbligato a inviare dalla capitale la maggior parte della fedele Guardia repubblicana per opporsi agli invasori, lasciandovi solo una forza molto ridotta. Nella capitale si svolgono aspri combattimenti di strada tra i rivoluzionari del Partito popolare e la Guardia repubblicana. La rivoluzione culmina con l'assalto al palazzo presidenziale e la morte sui gradini dell'edificio del generale Molara.
Il fronte rivoluzionario inizia a sfaldarsi di fronte alla minaccia della marina lauraniana (rimasta fedele al presidente) di bombardare la città a meno che Savrola non venga loro consegnato. Il consiglio di pubblica sicurezza decide che la scelta più opportuna sarebbe quella di acconsentire alla richiesta, ma Savrola sfugge ai tentativi di arresto e scappa con Lucile. La città viene successivamente bombardata quando Savrola non viene consegnato, e l'ultima scena vede Savrola che osserva dall'esterno la distruzione della capitale.

## Contesto
"Savrola" (che espone le concezioni politiche a cui Churchill non rinuncerà mai, equidistanti dalla tirannia di destra e dalla dittatura del proletariato) fu pubblicato appena quattro anni dopo il classico Il prigioniero di Zenda  di Anthony Hope che si svolgeva in Ruritania. In una discussione tra Tiro, un ufficiale della Guardia repubblicana, e Savrola, si riflette la vita di un giovane ufficiale dell'esercito anglo-indiano ai tempi di Churchill. La politica e le istituzioni di Laurania riflettono i valori dell'Inghilterra vittoriana. È stato detto che il personaggio di Molara sembra ispirato ad Oliver Cromwell, contro il quale si distinse il suo antenato e omonimo duca di Marlborough Winston Churchill, ma Churchill nutrì per tutta la sua vita una grande ammirazione per Cromwell, distruttore della monarchia assolutista di diritto divino e paladino dei diritti del parlamento: è quindi improbabile. L'implacabile leader dei rivoluzionari estremisti si chiama Karl: nessuno avrà difficoltà a riconoscervi il padre del marxismo, dottrina che Churchill odiava e combatteva fin dalla sua giovinezza. La capitale e la sua vita sociale sono una miniatura della Londra dell'epoca. Ad esempio, il ballo di stato segue l'etichetta in vigore nella "società" londinese ai tempi della giovinezza di Churchill.

L'eroina della storia, Lucile, sembra essere ispirata alla madre di Churchill, Lady Randolph Churchill. Lucile è la moglie del dittatore Molara, che abbandona per Savrola, più vicino alla personalità di Churchill. Savrola è il tipo di uomo 
È ovvio che Churchill avrebbe potuto proclamare, alla Flaubert: "Savrola sono io!" La tata del romanzo sembra essere ispirata alla signora Everest, la persona che si prese cura di lui durante la sua giovinezza. Il libro è dedicato agli ufficiali del 4th Queen's Own Hussars, il reggimento di Churchill.
La trama, che presenta un intrepido giovane eroe, opposto a un dittatore sposato con una donna di cui l'eroe è innamorato, mostra un tipico Complesso di Edipo, pubblicato poco prima degli scritti fondanti della psicoanalisi (l'Interpretazione dei sogni di Sigmund Freud risale al 1898). Presentando il suo lavoro alla nonna per una prima lettura, riceverà un giudizio conciso: "È ora che tu veda una donna!".
Churchill non si avventurerà più nella narrativa e pare che in seguito abbia fortemente sconsigliato la lettura di Savrola ai suoi amiciref name=churc/>.

## Edizioni
- Winston S. Churchill, Savrola: contro il dittatore della Laurania, traduzione e postfazione di Daniele Tinti, Roma: Gallucci, 2022